# Rhamphomyia ciliatopoda
Rhamphomyia ciliatopoda är en tvåvingeart som beskrevs av Saigusa 1963. Rhamphomyia ciliatopoda ingår i släktet Rhamphomyia och familjen dansflugor. Inga underarter finns listade i Catalogue of Life.